# كندريك جونسون (كرة سلة)
كندريك جونسون (بالإنجليزية: Kendrick Johnson)‏ مواليد 13 يونيو 1975 في الولايات المتحدة، هو لاعب كرة سلة أمريكي معتزل. يبلغ طوله 6 قدم 1 بوصة (1.9 م).

## المسيرة الاحترافية
لعب مع سيدني كينجز في الدوري الأسترالي في موسم 1999–2000، ثم لعب مع نادي جامعة إسطنبول التقنية لكرة السلة في موسم 2002–2003، ثم لعب مع نادي أوستند لكرة السلة في سنة 2005، ثم لعب مع بييلا لكرة السلة في سنة 2005.

## روابط خارجية
- كندريك جونسون على موقع كرة السلة الأوروبية.كوم (الإنجليزية)